# Sam & Max Hit the Road
Sam & Max Hit The Road is een in 1993 verschenen Adventure computerspel dat door LucasArts ontwikkeld is. Het spel is gebaseerd op het stripboek Sam & Max: Freelance Police van Steve Purcell. De hoofdpersonen zijn detective Sam, een hond, en zijn hulpje Max, een konijn. In het spel gaan ze op zoek naar een verdwenen bigfoot. Dat leidt ze langs verschillende toeristische attracties in de Verenigde Staten van Amerika. Het was het negende spel dat met de SCUMM (Script Creation Utility for Maniac Mansion) adventure engine werd gemaakt. Ondanks dat het spel hoge scores haalde, viel de verkoop tegen.

## Personages
| Persoon              | Omschrijving |
| -------------------- | --- |
| Bruno                | Bruno is een ingevroren bigfoot en reist mee met het circus/de freakshow van de gebroeders Kushman. Op zekere dag blijkt Bruno uit dat ijsblok te zijn ontsnapt en is hij met Trixie vertrokken op een rondreis doorheen de Verenigde Staten met als einddoel "De Grote Bigfoot"-bijeenkomst. |
| Trixie               | Trixie is een meisje met een enorm lange nek die eerder lijkt op die van een giraffe. Daarom treedt ze ook op in de freakshow. Ze is verliefd op Bruno en vertrekt met hem op doorreis. |
| Flambé               | Hij is de vuurspuwer van het circus. Trixie kon hem overtuigen om het ijsblok te laten smelten door middel van vuurspuwen. |
| Shep en Burl Kushman | Deze Siamese tweeling baat het circus uit. Ze roepen de hulp in van Sam & Max nadat ze ontdekken dat hun twee hoofdattracties Bruno en Trixie zijn gevlucht. |
| Conroy Bumpus        | Een country-zanger die voor zijn laatste act op zoek is naar een bigfoot. Hij verneemt dat Bruno is ontsnapt en gaat op zoek naar hem. Uiteindelijk vindt hij Bruno en Trixie en ontvoert hen. Op het einde van het spel loopt Bumpus in een hinderlaag en wordt hij ingevrozen in een ijsblok. Vanaf dan zal hij Bruno vervangen in het circus. |
| Doug                 | Hij is een moleman die in de controlekamer werkt van het circus. Hij verklapt de geheime relatie tussen Trixie en Bruno en hoe Flambé hen heeft geholpen. |
| Evelyn Morrison      | Een vergeten actrice die voornamelijk speelde in B-films. Ze spreekt zichzelf aan in de derde persoon. Zij is de organisator van "De Grote Bigfoot"-bijeenkomst. |
| Lee-Harvey           | De handlanger van Conroy Bumpus. Hij tracht Sam en Max te boycotten in hun zoektocht naar Bruno en Trixie. |
| Shuv-Oohl            | Hij is een neef van Doug en leeft in een vortex. Hij maakt magische poeders waarmee Sam en Max in contact kunnen komen met ruimte-molemen die hen verdere informatie kunnen geven waar Bruno en Trixie zijn. |
| The Psychic          | Hij heeft in het spel geen echte naam, maar hij beschikt over telekinetische krachten waardoor hij voorwerpen kan laten vliegen, vervormen,... Sam en Max doen enkele keren op hem beroep om zaken van hun inventaris te laten buigen of vervormen. |
| Chief Bigfoot        | Hij is de leider van de bigfoots. Hij vreest dat hun ras zich op de rand van uitsterven bevindt omdat de mensen zich evolutionair veel sneller hebben ontwikkeld dan zij (de bigfoots) hadden gedacht. Chief Bigfoot is in het bezit van vier magische totempalen die het voortbestaan kunnen garanderen, alleen dat niemand begrijpt hoe men de totempalen kan laten werken. Sam en Max zijn in staat dit probleem op te lossen, waardoor gans West-Amerika wordt overstelpt door wouden: de natuurlijke habitat van de bigfoot. |

Moleman: in de "Sam & Max"-franchise spelen molemen meestal een belangrijke rol. Het zijn antropomorfistische mollen met magische krachten.

## Minigames
Het spel bevat vier minigames die verder geen enkel doel hebben in de voortgang van het spel:
- Carbomb: een variant van zeeslag waarbij diverse modellen van auto's worden gebruikt in plaats van schepen.
- Kleurboek: een kleurboek met enkele prenten van Sam en Max die de speler kan inkleuren.
- Verkleedkist: De speler kan Sam en Max kleden met verschillende kledingstukken en accessoires.
- Surfin the Highway: in dit minigame raast Sam met zijn DeSoto over de autosnelweg. Max staat op de achterbank. Over de autosnelweg hangen verschillende bewegwijzeringen. Bedoeling is dat Sam door zo veel mogelijk bewegwijzeringen springt.

Daarnaast is er nog één minigame dat wel een doel heeft in het spel:
Whac-A-Rat: Dit spel is gebaseerd op het spel "Whac-A-Mole". Dit mechanische spel bestaat uit een doos met enkele gaten. Op willekeurige basis verschijnt er uit zulk gat een plastic mol. De speler heeft een hamer waarbij hij op de mol dient te slaan. In "Whac-A-Rat" zijn de plastic mollen vervangen door levende ratten. Wanneer de speler twintig punten verzamelt, zal hij eenmalig een prijs krijgen die hij later nodig heeft. Daarna kan de speler het spel nog zoveel spelen als hij wenst, maar de machine zal geen prijzen meer geven.

## Verwijzingen naar andere media
Het spel bevat heel wat verwijzingen naar andere spellen, muziek, historische feiten waaronder:
- Star Wars: Episode IV: A New Hope: In het huis van Conroy Bumpus is een automatische poetsrobot. Wanneer Sam op de droide mept, verschijnt er een hologram van Leia Organa die Sam en Max om hulp vraagt.
- Star Wars: in de intro staat op het geweer van Sam "HOW'S MY AIM? CALL 1-800STARWARS"
- Give Peace a Chance: in het spel komen Sam en Max terecht op een boerderij waar men met behulp van groentes portretten maakt van eender welke foto. De dame zingt "All we are asking, is give peas a chance", waarbij ze eigenlijk bedoelt "geef erwten een kans". Het Engelse woord "peas" klinkt hetzelfde als "peace". De dame gebruikt daarbij ook nog eens de melodie van Give Peace a Chance.
- Monkey Island
  - In het golfpark is op de achtergrond het reuzegrote apenhoofd te zien.
  - Wanneer Sam de lijfwacht van Conroy Bumpus wil afleiden, zegt hij: "Look behind you, a three-headed monkey". Dit is een zin die regelmatig wordt gebruikt in Monkey Island.
- Raiders of the Lost Ark: In de slaapkamer van Conroy Bumpus verwisselt Sam een pruik met een ander item. Sam tracht in te schatten hoeveel de pruik en het andere item wegen en verwisselt de voorwerpen. Dan zakt de steen waarop het item ligt en worden er pijlen afgeschoten op Sam.
- John Milton en David Byrne In "The Tunnel of Love" staat een gedicht van John Milton te lezen. Better to reign in hell than to serve in heaven. Daarop antwoord Max "Heaven is a place where nothing ever happens", wat een zin is uit een lied van David Byrne
- Maniac Mansion en Day of the Tentacle: In de eindscene zijn er tentakels te zien.
- Stuckey's: Stuckey's is een grote Amerikaanse concern die tal van winkels heeft naast autosnelwegen. In België en Nederland is dit min of meer vergelijkbaar met Carestel en AC Restaurants. In het spel noemen deze wegrestaurants "Snuckey's".
- Largest ball of twine: de "grootste garenbal". In Amerika zijn er enkele steden die beweren in het bezit te zijn van de grootste garenbal. Zo zijn er dergelijke ballen te zien in Cawker City te Kansas[1], Darwin te Minnesota[2], Lake Nebagamon te Wisconsin[3] en Branson te Missouri[4]
- National Fresh Water Fishing Hall of Fame: Dit is een van de grootste Amerikaanse visvijvers gelegen in Hayward te Wisconsin. In het spel komen Sam en Max terecht in "World of Fish" wat een verwijzing is naar deze vislocatie.
- Mystery Spot: Mystery Spot is gelegen nabij Santa Cruz in Californië. Het is een plaats waarvan wordt gezegd dat de normale wetten van fysica en gravitatie niet van toepassing zijn. Uiteraard berust dit alles op een optische illusie.[5] In het spel komen Sam en Max terecht in Vortex, wat men kan associëren met Mystery Spot.
- Mount Rushmore: Mount Rushmore komt in het spel voor waar het tijdelijk is omgebouwd tot een bungeejump-attractie.

## Technische Problemen
Het grootste minpunt aan het spel was dat er geen geluid was in de DOS versie, maar later bleek dit op te lossen zijn door een bestand te "updaten" door het te vervangen met dat van de Windows-versie.

## Licentie
Lucasarts verloor de licentie op Sam & Max omdat ze in 12 jaar geen enkel spel omtrent het duo uitgebracht hebben. Hierdoor heeft Steve Purcell de licentie aan Telltale Games verleend. Deze laatste brengt nu Sam & Max games uit in seizoenen, onderverdeeld in kleinere episodes. Telltale Games had al enige ervaring met Sam & Max, omdat deze ontwikkelstudio is opgericht door enkele ex-Lucasarts-werknemers.

## Trivia
- Het spel is opgenomen in het boek 1001 Video Games You Must Play Before You Die van Tony Mott.

## Andere avonturen
- Sam & Max Save the World (2006-2007 Telltale Games)
- Sam & Max Beyond Time and Space (2007-2008,Telltale Games)
- Sam & Max: The Devil's Playhouse (2010-2011,Telltale Games)